# Wellesley Island
Wellesley Island ist eine Insel im Sankt-Lorenz-Strom und gehört kommunal teils zu Orleans, teils zu Alexandria im Jefferson County, New York, Vereinigte Staaten.

## Geschichte
Die Insel wurde ursprünglich Wells Island genannt, aber während seiner Vermessung der US-Kanada-Grenze 1815 von Captain William Fitzwilliam Owen nach dem Militärführer Arthur Wellesley auf den heutigen Namen umbenannt. Markante Punkte der Insel wurden nach den siegreichen Schlachten von Wellington benannt, wobei keiner dieser Namen überdauerte. So wird die große Bucht, die von der Insel umschlossen wird als Lake of the Isles bezeichnet und nicht wie ursprünglich benannt „Lake Waterloo“.

## Geographie
Die Insel ist eine der größten von den Thousand Islands im Sankt-Lorenz-Strom. Der Strom umschließt Wellesley Island auf drei Seiten. Nur nach Norden schließt sich die Insel Hill Island an, die bereits zu kanadischem Staatsgebiet gehört. Die Nordostküste der Insel bildet die Bucht „Lake of the Isles“, die sich weit nach Süden erstreckt und die Länge der Uferlinie fast verdoppelt. Die östlichste Halbinsel verläuft entlang der Upper American Narrows (Stromenge) des St.-Lorenz-Stroms gegenüber von Alexandria Bay.
Entlang der Nordwestküste der Insel verläuft auch die US-amerikanische und kanadische Grenze.
Die Insel besteht im Großen und Ganzen aus zwei Höhenzügen, die sich im St. Lorenz-Strom von Südwesten nach Nordosten erstrecken. Nur eine schmale Landbrücke von wenig mehr als einem Kilometer Breite verbindet den südlichen Inselriegel mit dem nördlichen und auf dieser Landenge befinden sich Feuchtgebiete. Die Südwestküste bildet die Eel Bay und die Höhenzüge der Insel setzen sich im Südwesten in Grindstone Island und im Südosten in Murray Isle, Picton Island, sowie Grenell fort.
Im Norden ist die nächste größere Insel Grenadier Island.

### Landschaftsformen
Durch ihre Form und Lage weist die Insel, neben den bereits erwähnten, eine große Zahl von Kaps, Buchten und Feuchtgebieten auf.
Die bedeutendsten davon sind
- Barnett Marsh, ein Sumpf im Süden der Insel
- Densmore Bay, eine Bucht am Südufer der südöstlichen Halbinsel
- South Bay, eine Bucht im südwestlichen Teil der Insel
- Brown Bay, eine Bucht im Süden der Insel

Mehrere Bäche verlaufen, meist in nordwestlicher Richtung, auf der Insel und es gibt noch weitere kleine „Inlets“ vom St.-Lorenz-Strom.

### Verkehr
Die Interstate 81, eine wichtige internationale Verbindung zwischen Amerika und Kanada verläuft von Süden nach Norden über die Insel. Die Thousand Islands International Bridge mit fünf Abschnitten verbindet die Insel mit den Ufern des Stroms. Eine davon überspannt den International Rift zwischen Wellesley Island und Hill Island auf kanadischer Seite. Der Grenzposten der Vereinigten Staaten liegt auf der Nordöstlichen Landzunge der Insel. Ansonsten verlaufen die Jefferson County Routes 100 und 191 als Hauptstraßen auf der Insel.

### Siedlungen
Das Gebiet ist eine beliebte Ferienregion und es gibt eine große Zahl von Sommerhäusern, aber in letzter Zeit werden immer mehr Häuser dauerhaft bewohnt. Die Bevölkerung steigt in den Sommermonaten stark an. Auf der Insel gibt es zwei State Parks, ein Nature Center und drei Golfplätze. An der südlichsten Spitze befindet sich der Thousand Island Park Historic District, der 1982 in das National Register of Historic Places aufgenommen wurde.

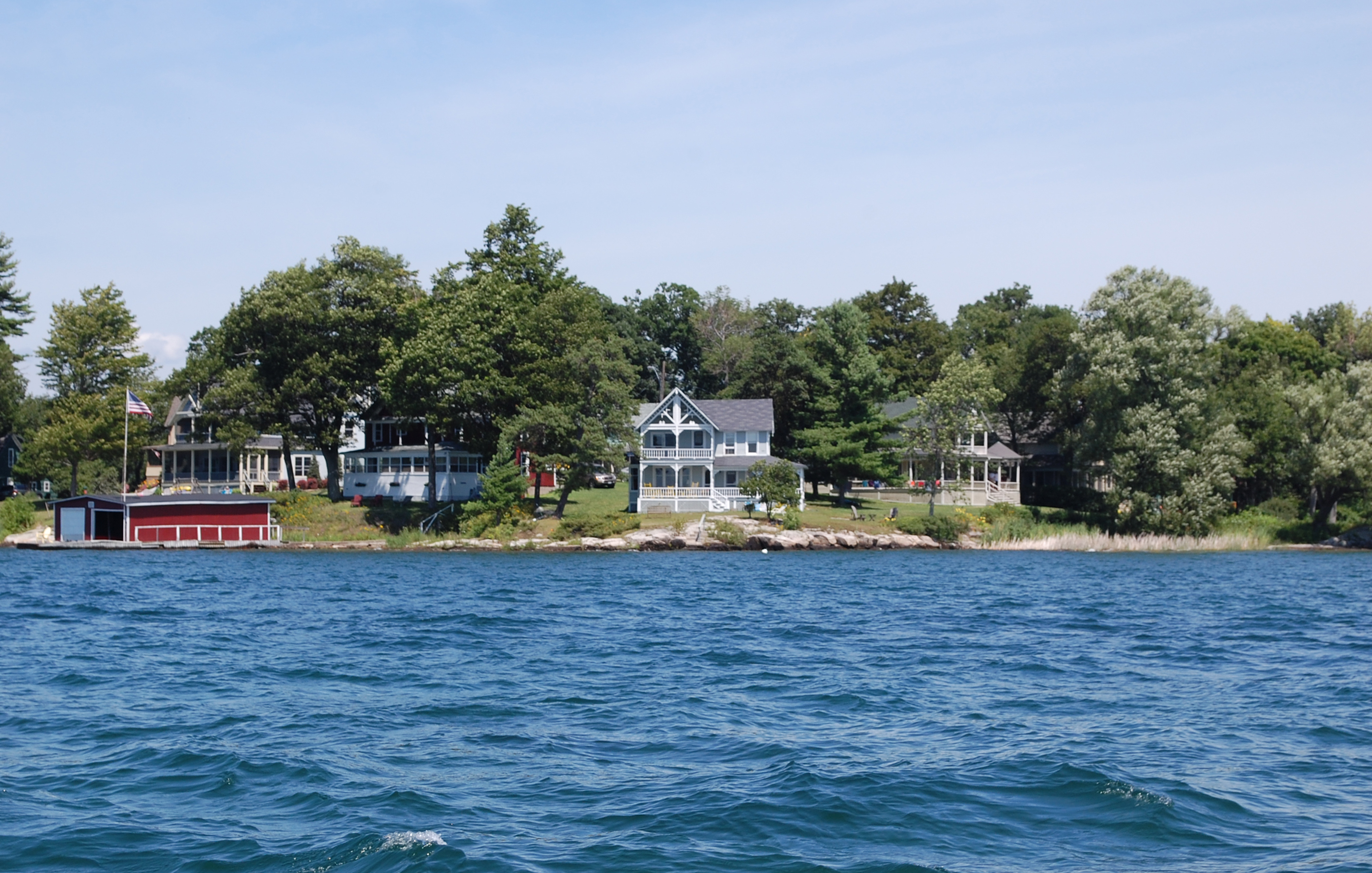
Viktorianische Gebäude sind typisch für die Thousand Island Park community an der Südwestspitze von Wellesley Island.

- Grandview
- Moore Landing
- Fineview
- Thousand Island Park
- Westminster Park

### Schutzgebiete
- Wellesley Island State Park mit mehreren Parzellen
- Dewolf Point State Park am Lake of the Isles auf der Südost-Seite der nördlichen Halbinsel
- Waterson Point State Park an der Nordseite der Insel an der US-Kanada-Grenze
- Mary Island State Park eine kleine Insel, vor der Ostspitze von Wellesley Island